# Clarendon Hills
Clarendon Hills es una villa ubicada en el condado de DuPage en el estado estadounidense de Illinois. En el Censo de 2010 tenía una población de 8427 habitantes y una densidad poblacional de 1.794,64 personas por km².

## Geografía
Clarendon Hills se encuentra ubicada en las coordenadas 41°47′54″N 87°57′26″O / 41.79833, -87.95722. Según la Oficina del Censo de los Estados Unidos, Clarendon Hills tiene una superficie total de 4.7 km², de la cual 4.67 km² corresponden a tierra firme y (0.55%) 0.03 km² es agua.

## Demografía
Según el censo de 2010, había 8427 personas residiendo en Clarendon Hills. La densidad de población era de 1.794,64 hab./km². De los 8427 habitantes, Clarendon Hills estaba compuesto por el 90.2% blancos, el 1.77% eran afroamericanos, el 0.04% eran amerindios, el 5.14% eran asiáticos, el 0.02% eran isleños del Pacífico, el 0.96% eran de otras razas y el 1.87% pertenecían a dos o más razas. Del total de la población el 5.06% eran hispanos o latinos de cualquier raza.